# تئاتر کاسترو
تئاتر کاسترو (انگلیسی: Castro Theatre) یک سینما و سالن نمایش در سان فرانسیسکو، ایالات متحده آمریکا است.
این سینما که در سال ۱۹۲۲ تأسیس شده دارای ۱۴۰۰ نفر ظرفیت (حدود ۸۰۰ نفر طبقه پایین و ۶۰۰ نفر بالکن) می‌باشد.

## نگارخانه

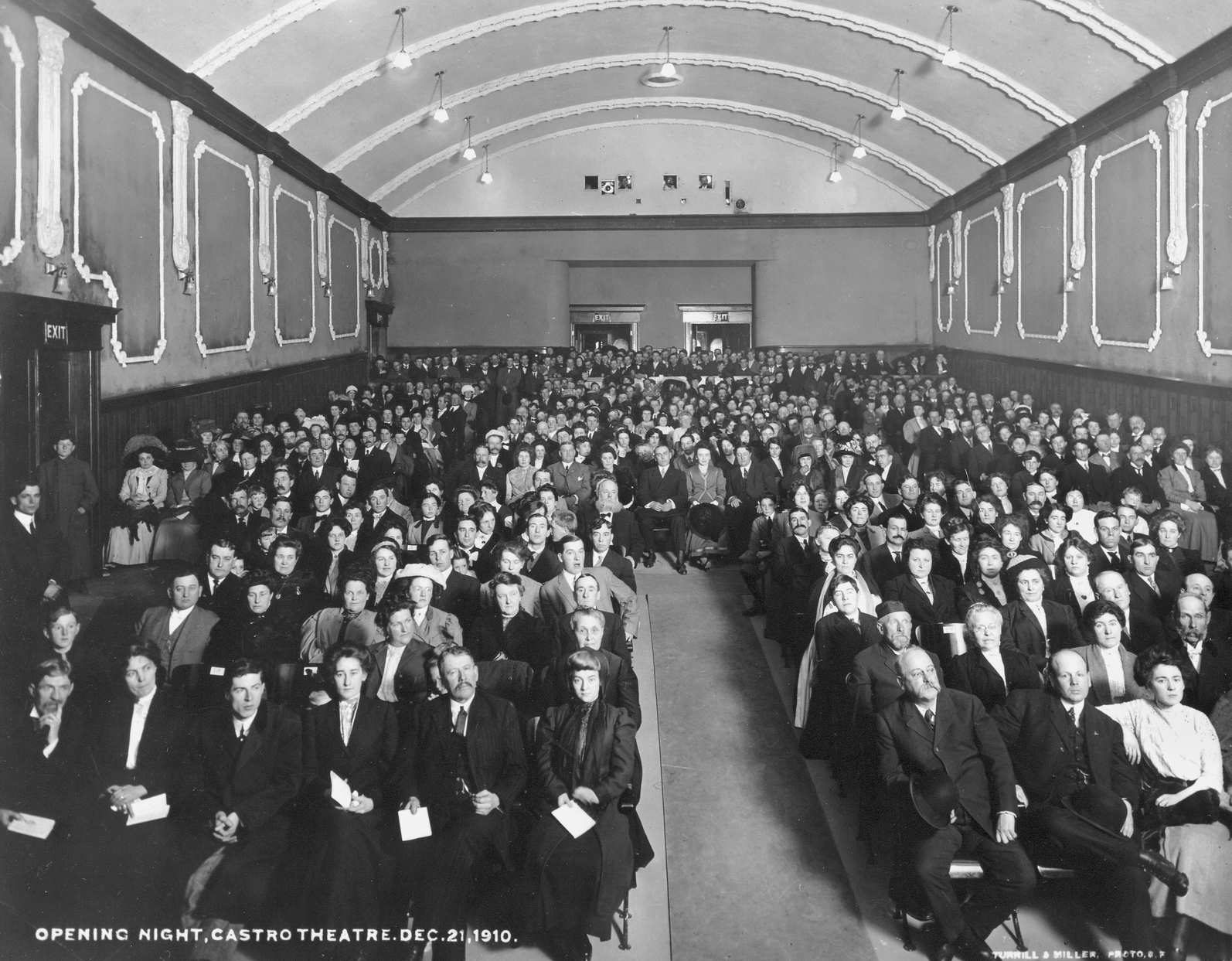
سالن قدیمی
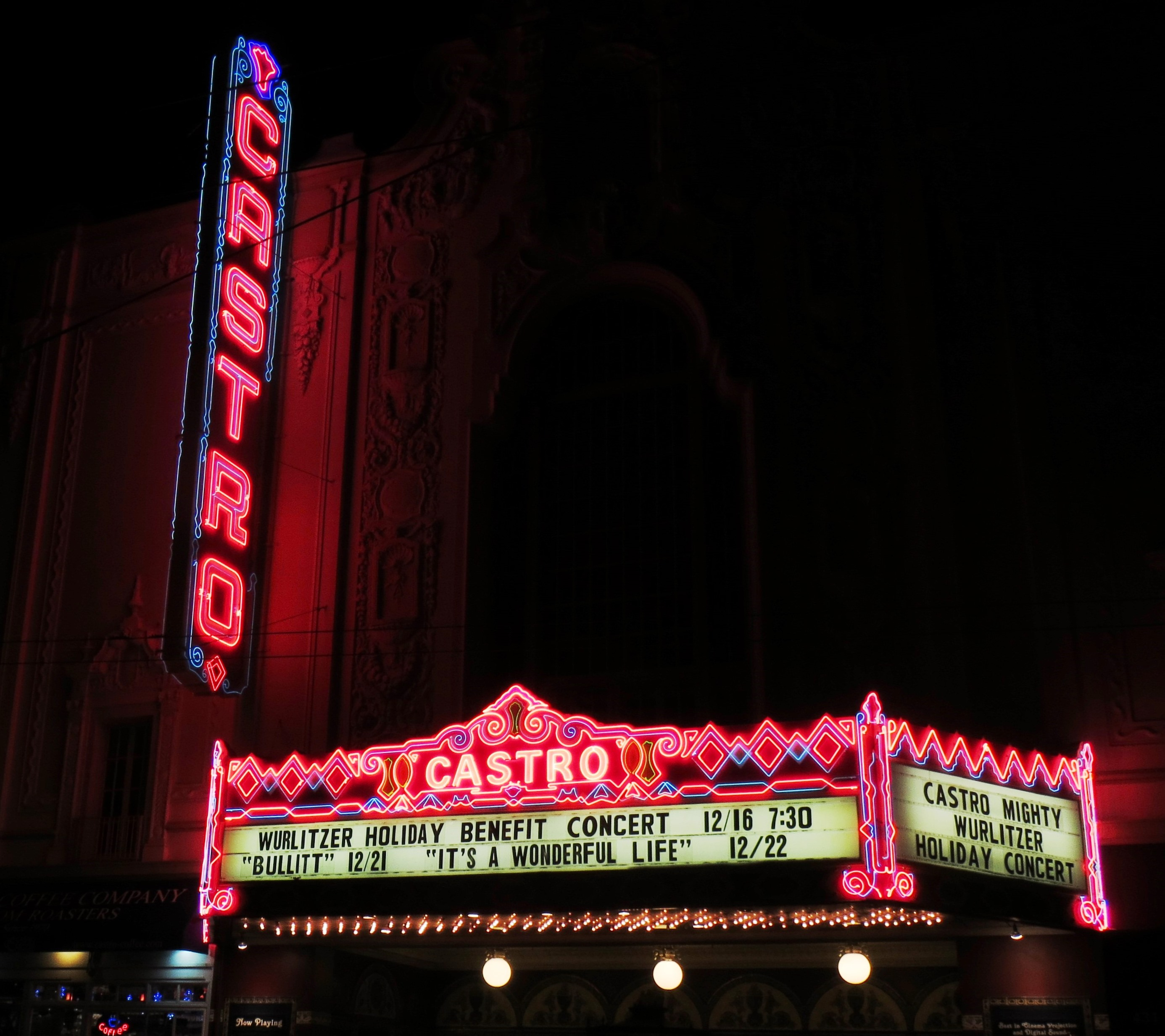
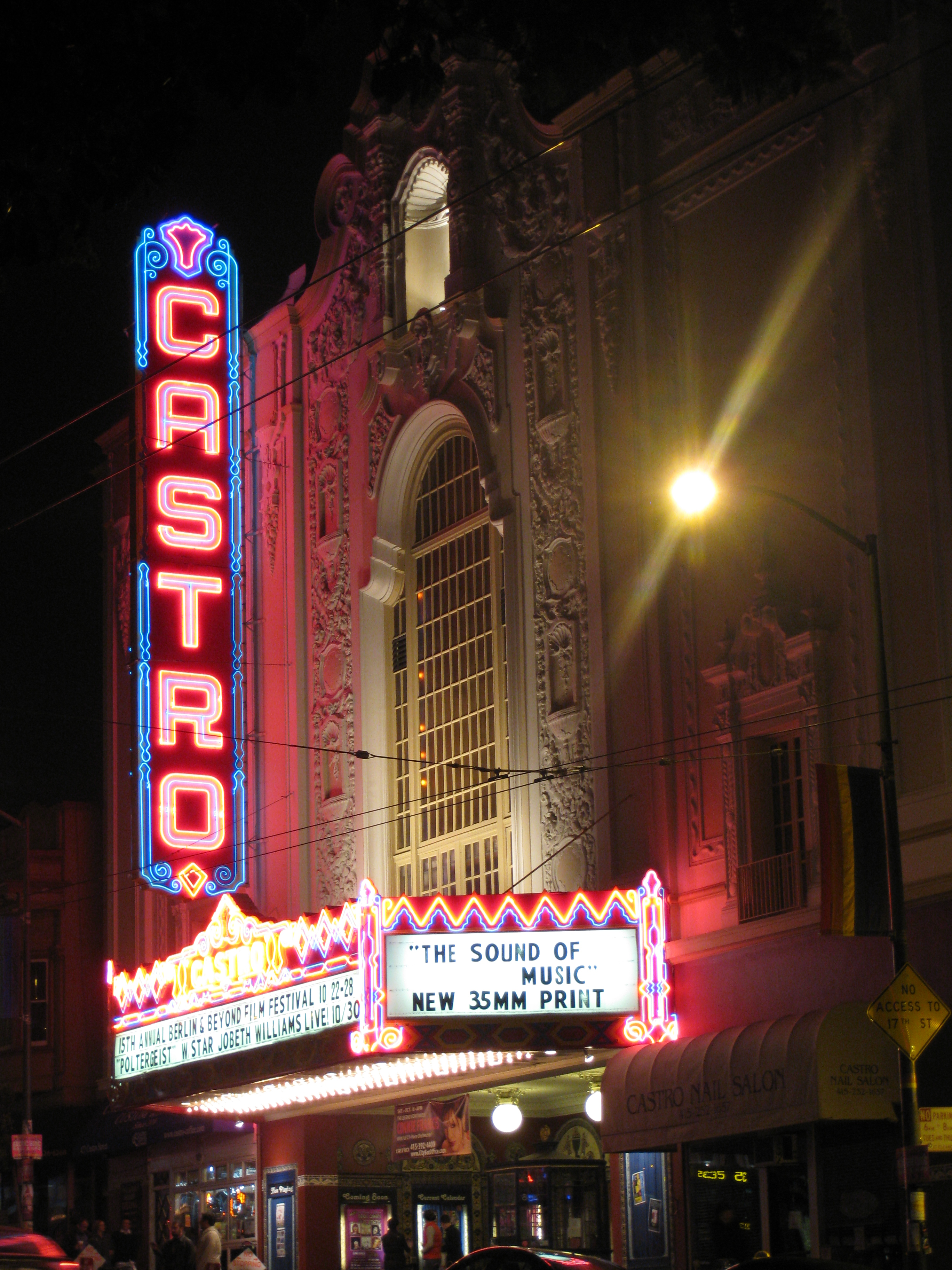
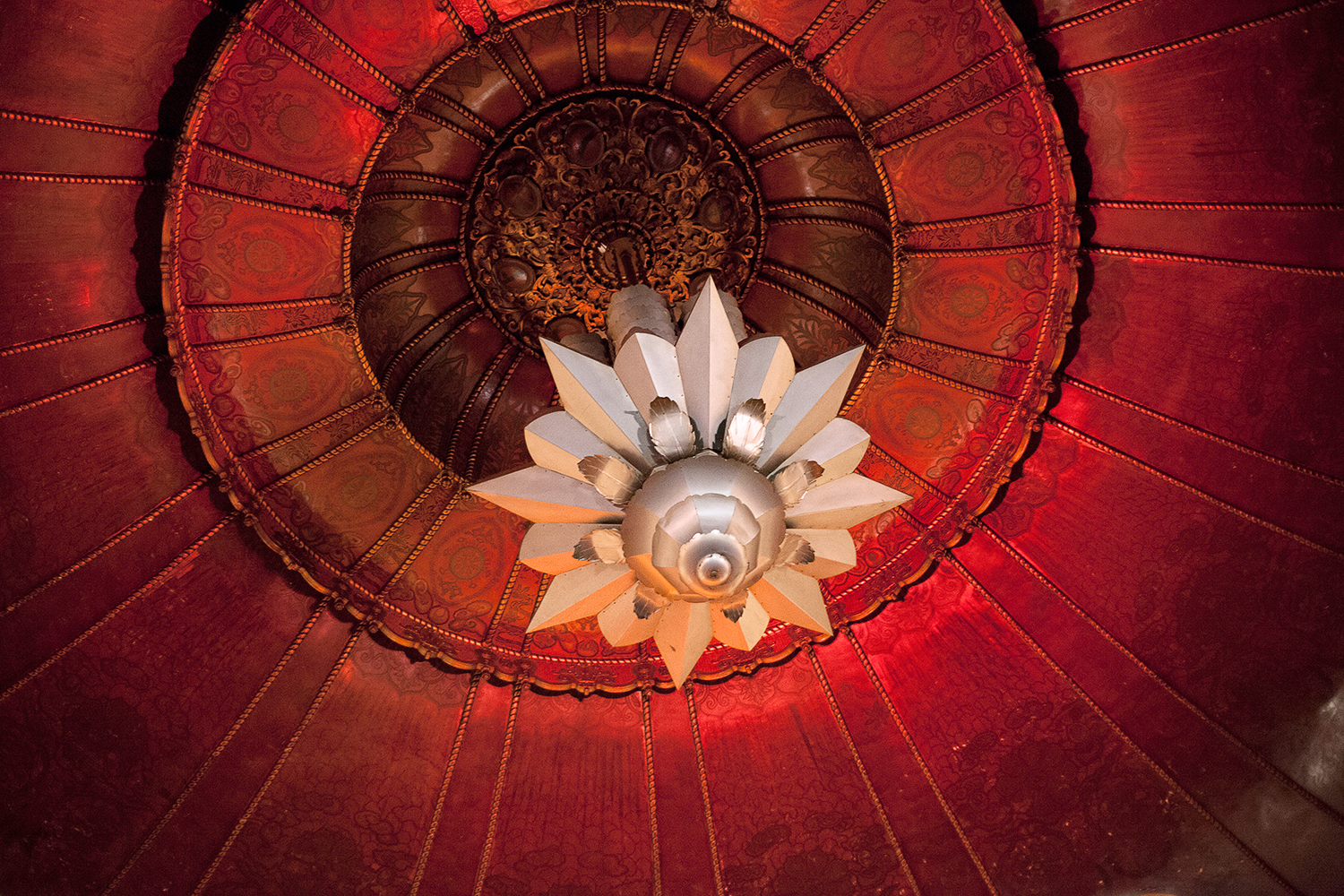
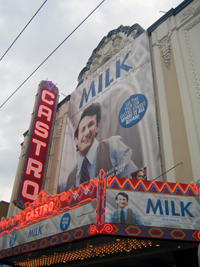